# If You're Gonna Break My Heart
If You're Gonna Break My Heart is een nummer van de Ierse alternatieve rockband Inhaler uit 2023. Het is de derde single van hun tweede studioalbum Cuts & Bruises.
"If You're Gonna Break My Heart" is een ballad die gaat over een stuklopende relatie. Volgens frontman Elijah Hewson kreeg de band de inspiratie voor het nummer tijdens een tour door Amerika en is de plaat beïnvloed door Amerikaanse artiesten als Bob Dylan, The Band en Bruce Springsteen. Het nummer flopte in Inhalers thuisland Ierland, maar in Nederland werd de plaat wel een klein succesje. Het werd NPO Radio 2 TopSong en bereikte de 24e positie in de Tipparade.

## Tracklijst
Muziekdownload
1. "If You're Gonna Break My Heart" - 4:26